# Erioptera (Erioptera) subirrorata
Erioptera (Erioptera) subirrorata is een tweevleugelige uit de familie steltmuggen (Limoniidae). De soort komt voor in het Afrotropisch gebied.